# Солонечник узколистный
Солоне́чник узколи́стный (лат. Galatēlla angustīssima) — многолетние растение; вид рода Солонечник (Galatella) семейства Астровые (Asteraceae).

## Ареал и среда обитания
Восточноевропейско-южносибирский вид. Отмечен на каменистых обнажениях восточной части Русской равнины, Казахстана, степей Западной и Восточной Сибири, северо-запада Монголии.
Как правило, растёт в зарослях степных кустарников, в каменистых степях, на меловых склонах.

## Описание
Многолетнее травянистое, короткокорневищнное растение высотой от 20 до 35 см, с прямостоячими стеблями. Растение голое, иногда лишь местами неясно-паутинистое.
Листья без точек, средние и верхние линейные до узколинейных, длинно- и тонкозаострённые, иногда даже почти туповатые, но с насаженным остриём.
Ножки головок с более или менее обильными чешуйчатыми узколинейными листьями. Корзинки сравнительно крупные, большей частью в щиткообразном соцветии, реже одиночные, многоцветковые, в диаметре вместе с язычками до 2,5 см. Покрывало значительно короче диска, широкообратноконическое; листочки его черепитчатые, наружные и средние острые, внутренние тупые, все на спинке голые, с красноватой срединной жилкой, по краю беловато-окаймлённые и реснитчатые. Язычковые цветки синие.
Цветение в августе - сентябре. Размножение семенное.

## Охрана
Включен в Красные книги следующих субъектов РФ: Волгоградская область, Воронежская область, Курская область, Липецкая область, Пензенская область, Рязанская область, Самарская область, Томская область, Тульская область

## Синонимика
Согласно данным The Plant List
- Aster angustissimus Tausch
- Aster sedifolius subsp. angustissimus (Tausch) Merxm.